# Isábena
Isábena – gmina w Hiszpanii, w prowincji Huesca, w Aragonii, o powierzchni 118,53 km². W 2011 roku gmina liczyła 307 mieszkańców.